# Hyalurgus latifrons
Hyalurgus latifrons là một loài ruồi trong họ Tachinidae.